# Parafia Jezusa Chrystusa Dobrego Pasterza w Sarnowie
Parafia Jezusa Chrystusa Dobrego Pasterza w Sarnowie – parafia rzymskokatolicka z siedzibą w Sarnowie, znajdująca się w diecezji sosnowieckiej, w dekanacie będzińskim – św. Jana Pawła II. W parafii posługują księża diecezjalni. Według stanu na listopad 2018 proboszczem parafii był ks. Andrzej Ciszewski.

## Historia parafii
Początkowo Sarnów przynależał do parafii Świętej Trójcy w Będzinie, a w latach 40. XX wieku przyłączony został do parafii Niepokalanego Poczęcia Najświętszej Maryi Panny w Będzinie-Łagiszy. W 1988 roku erygowano parafię bł. Michała Kozala w Preczowie i wówczas część mieszkańców Sarnowa została przyłączona do tamtej parafii. 
W dniu 17 lipca 1990 roku ówczesny biskup częstochowski Stanisław Nowak utworzył w Sarnowie duszpasterstwo zlecając przygotowanie duchowe i materialne przyszłej parafii ks. Witoldowi Pękalskiemu, wikaremu parafii w Będzinie-Łagiszy. Specjalny dekret, powołujący parafię pw. Jezusa Chrystusa Dobrego Pasterza wydany został 6 czerwca 1991 roku przez biskupa Nowaka. Proboszczem parafii mianowany został ks. Witold Pękalski.

## Proboszczowie parafii
- ks. Witold Pękalski: 1991−1996
- ks. Jan Piekarski: 1996−2009
- ks. Mirosław Wilk: 2009−2014
- ks. Andrzej Ciszewski: od 2014